# Культура Таджикистану

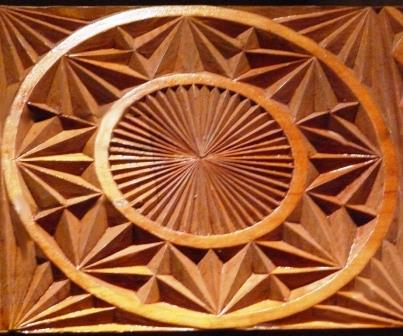
Різьблення по дереву

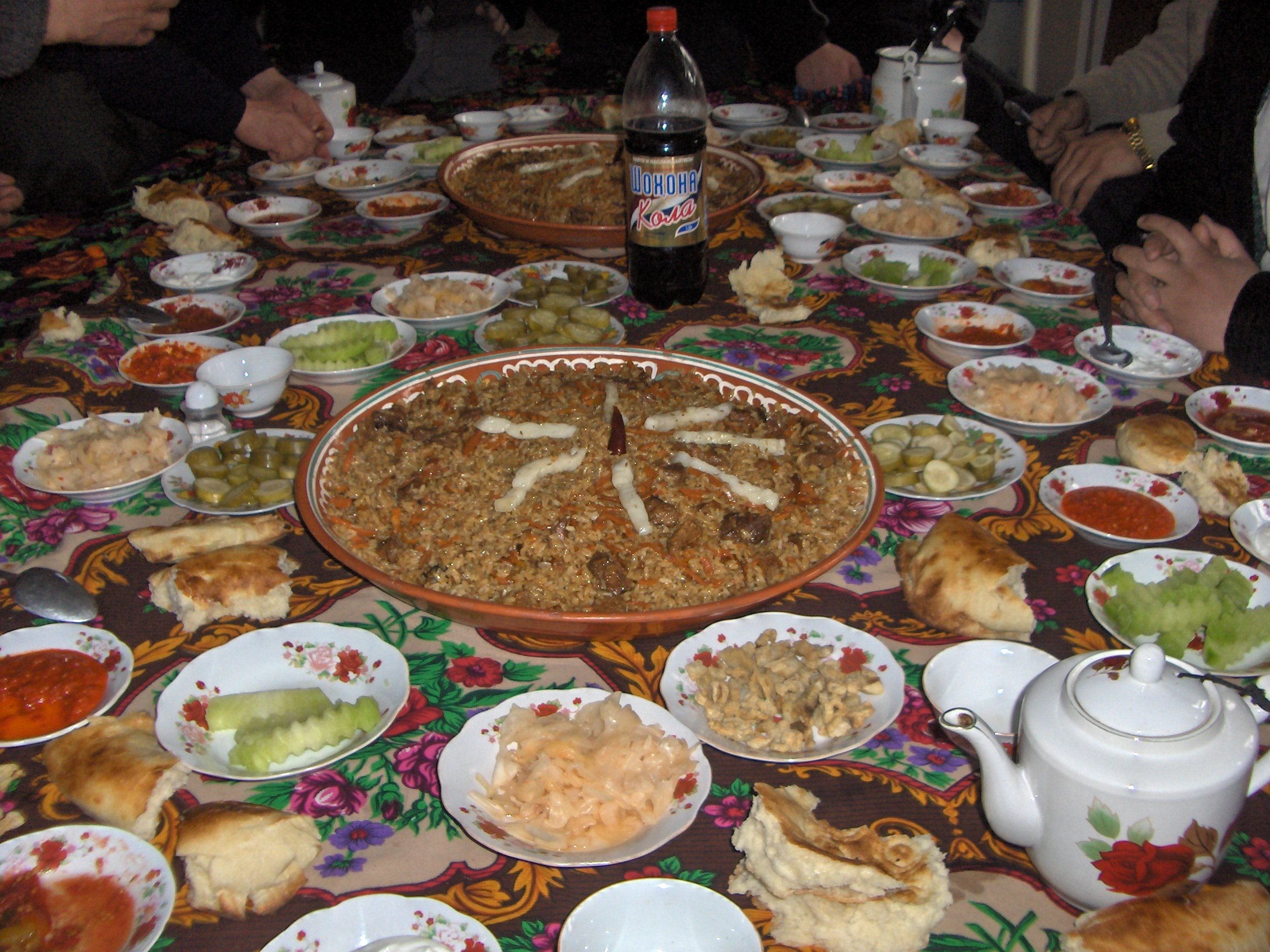
Традиційні страви

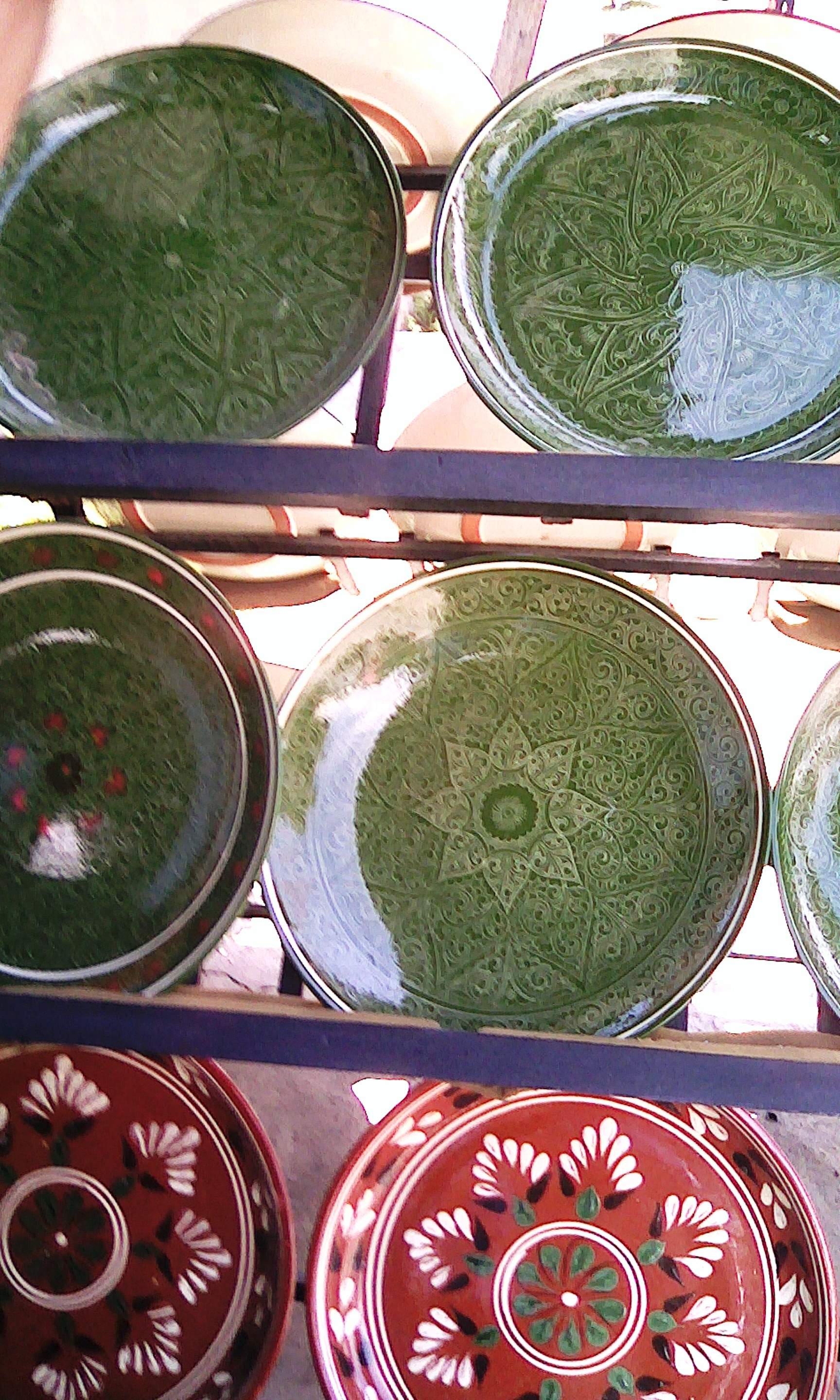
Тарілки для плову

Таджицька культура — культура таджицького народу та народів, які спільно проживають на території Таджикистану. Сформувалась таджицька культура під впливом географічного положення та багатовікової історії країни. На території сучасного Таджикистану збереглися давні пам’ятники культури, які увійшли до Списку об'єктів Світової спадщини ЮНЕСКО. У другій половині XIX ст. на початку XX ст. після завоювання країн Середньої Азії Росією та спільного проживання народу Таджикистану з народами колишнього СРСР починається проникнення європейської культури в культурне життя таджицького суспільства. Протягом XX ст. змінився традиційний уклад життя та культурні потреби таджиків: повсякденним культурним виглядом жителів став європейський одяг, побут, а також деякі звичаї та традиції. Після отримання незалежності Таджикистаном у 1991 році відбулось відродження заборонених у радянські часи національних свят: Навруз, Рамазан, Курбан тощо. Були відновлені назви міст та селищ, а також повернення таджицькій мові статусу державної. Головним критерієм розвитку культури в Таджикистані є збереження національних культурних традицій та самобутності з використанням досягнень глобальної культури у суспільстві.

## Мова
Таджицька мова — державна мова Таджикистану. Ця мова є рідною для 80% громадян Таджикистану. Належить вона до іранських мов. В Горно-Бадахшанській автономній області, яка розташована на південному сході Таджикистану, розмовляють на різних східно-іранських мовах.

## Релігія

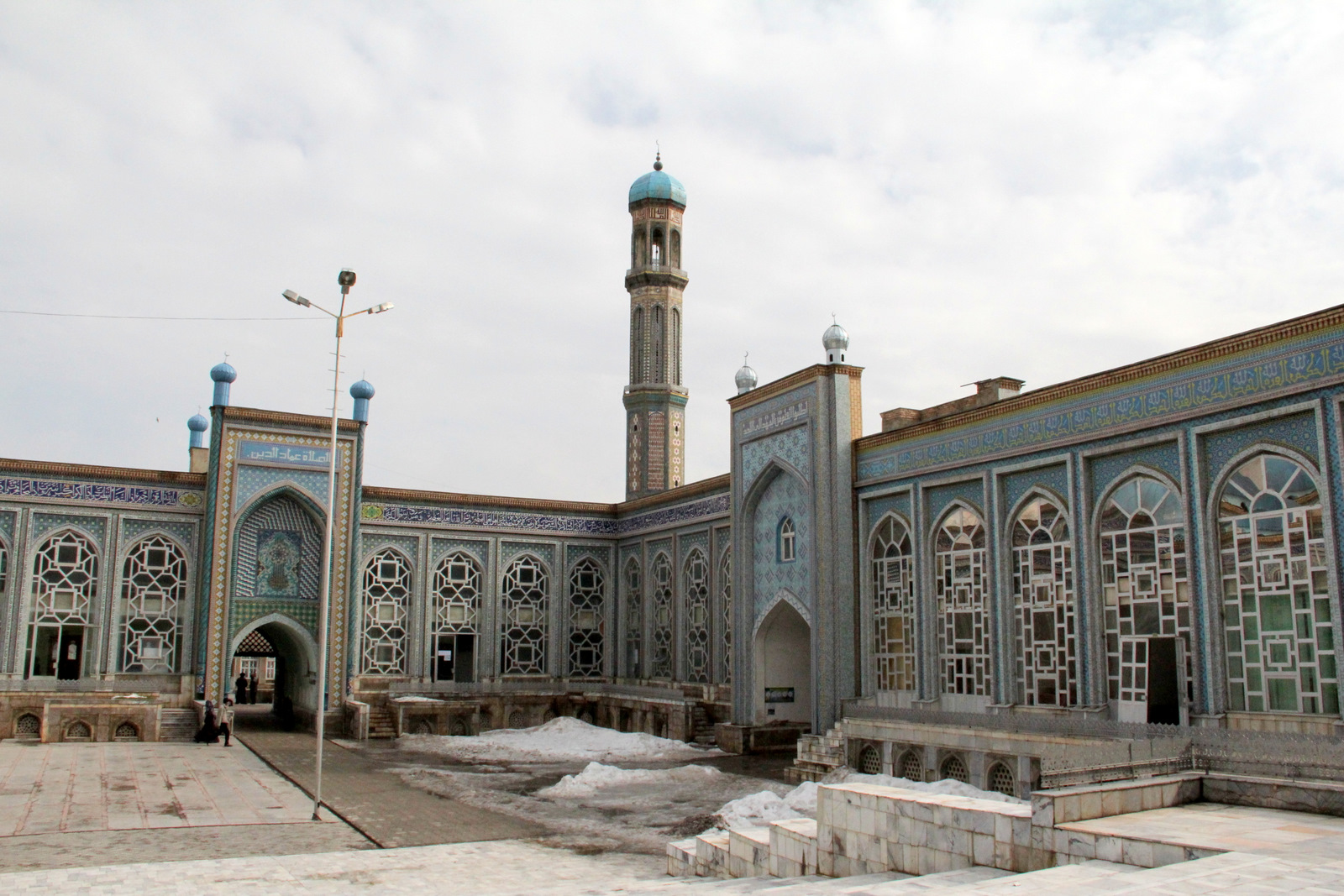
Головна мечеть в Душанбе

Більшість населення сповідує ортодоксальну течію ісламу – сунізм. Зараз відкрито 3000 мечетей (259 соборних мечетей). В Горно-Бадахшанській області мусульмани-ісмаїліти. Поширене також християнство(православ’я (РПЦ), протестантизм), юдаїзм, бахаїзм та зороастризм. Зороастризм був колись прийнятий перськими володарями як державна релігія. Після арабського завоювання від зороастризму відмовились.

## Мистецтво Таджикистану
На території Таджикистану донині збереглися пам’ятники культури древнього середньоазійського осілого східно-іранського населення та кочових племен. Для розвитку мистецтва країни мало важливе значення місцеположення країни, яка знаходилась на торговельних шляхах між Сходом та Заходом, а також культурно-економічні зв’язки з Іраном, Індією, Східним Туркестаном, Китаєм, середземноморськими країнами та племенами і народами євразійських степів.
Древнє населення Таджикистану зробило великий внесок у розвиток мистецтва древньої Бактрії, Согда, Кушанського царства, Тохаристану та Фергани.
Художня культура народу Таджикистану з давніх часів формувалась та розвивалась у містах Бухара, Самарканд, Балх, Худжанд, Істаравшан, Хулбук та ін. містах Середньої Азії. Вона тісно пов’язана з культурою інших народів, особливо з культурою Узбекистану.

### Музика

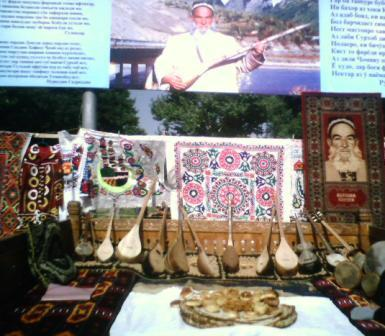
Струнні народні інструменти

Музика Таджикистану має дуже багато спільного з музичною культурою інших середньоазійських народів. Найбільш поширеним музичним жанром у Таджикистані є жанр арабського походження, який називається маком. На півдні країни популярним є жанр фалак. Горно-Бадахшанська область має свій власний стиль музики.

#### Класична література

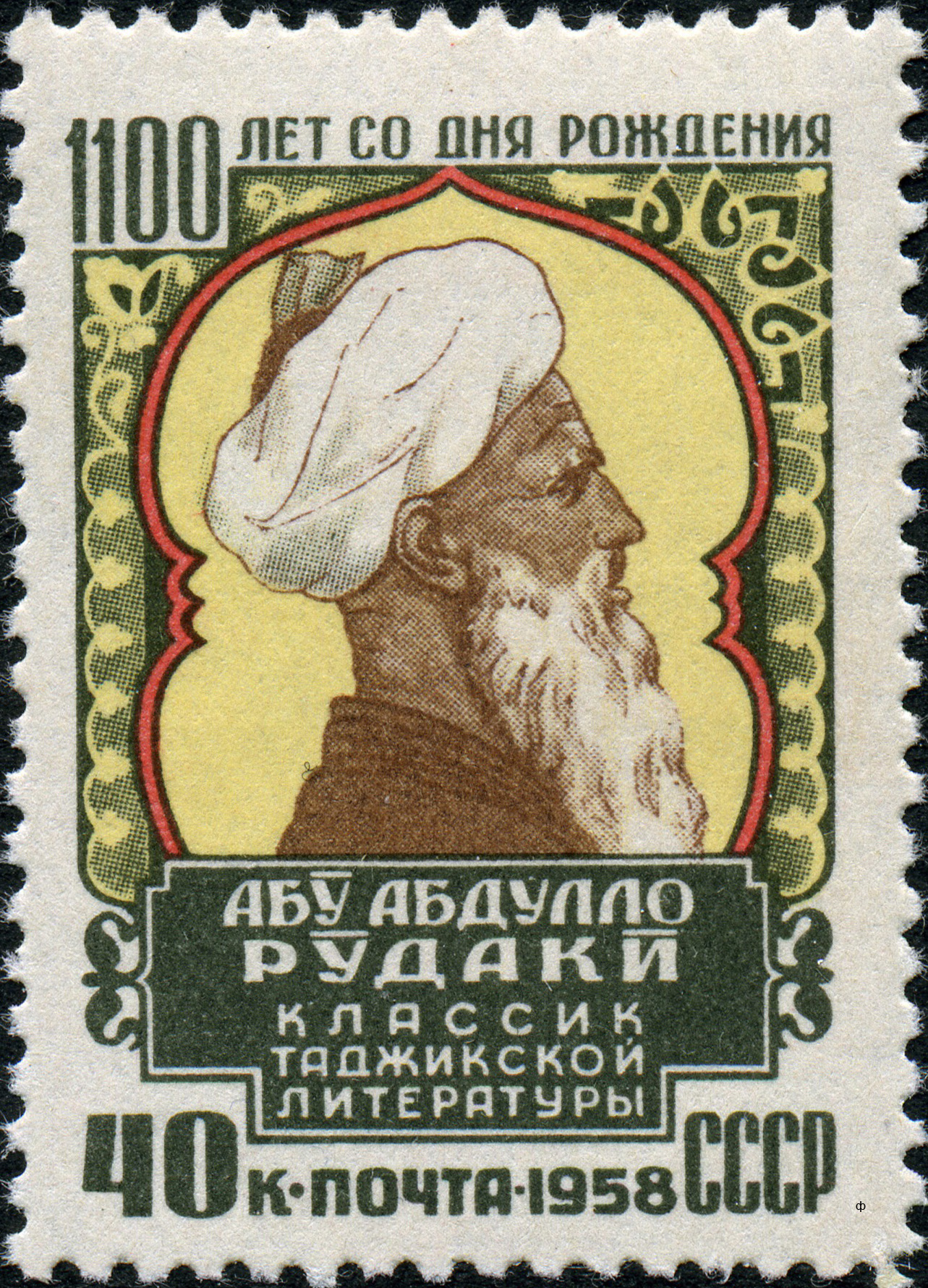
Рудакі
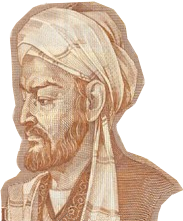
Ібн Сіна
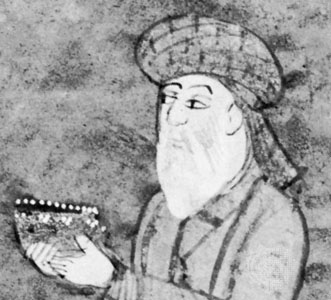
Хафіз Шірази
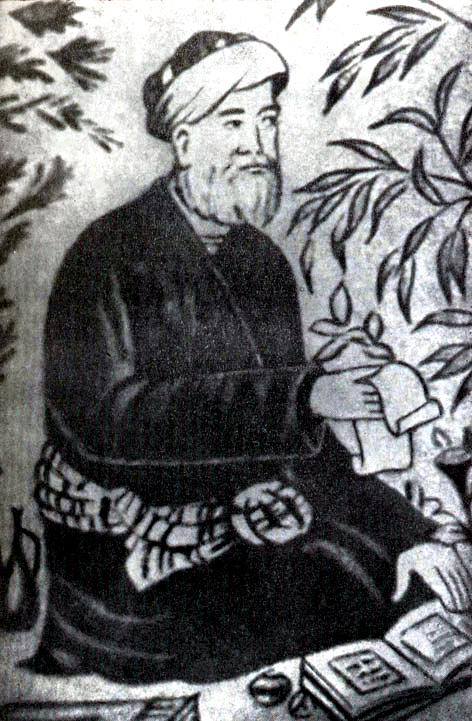
Джамі

Персько-таджицька література розвивалась протягом багатьох століть завдяки мандрам та подорожам поетів, купців, вчених та мандрівникам. Складається вона переважно з поезії, прози, рукописних творів, мініатюри. Перси та таджики жили як один єдиний народ зі спільними коріннями, тому наука, література та мистецтво були є спільним надбанням. 
Найбільшого розвитку класична таджицька література отримала у Середньовіччі, коли у Середній Азії сформувалась перша мусульманська таджицька держава – емірат Саманідів (874-1005 рр.), влада якої впливала на розвиток науки та поезії. Саме у цей почалось формування таджицької нації. Найбільш відомими поетами та вченими того часу були Рудакі, Абуалі ібн Сіна (Авіценна), Фірдоусі, Унсурі, Дакікі. Наприкінці X ст. Фірдоусі створює всесвітньо відому героїчну епопею «Шахнаме», яка за обсягом та змістом перевищує всі існуючі нині твори. У XI ст. був створений новий жанр – романтичний епос. Зокрема, у цьому жанрі писали Унсурі, Айюкі, Гунгурі, Омар Хаям. У XII ст. Нізамі написав твір «Хамсе» («Пятериця»), який є вінцем завершеності та краси романтичного епосу. У XIII ст. Сааді написав «Бустан» та «Гулістан». У XIV ст. у жанрі романтичний епос писали Амір Хосрова Дехлаві, Хаджу Кірмані, Камола Худжанді та Хазіфа Шіразі. У XV ст. поезія Джамі охопила всі жанри попередньої літератури, підсумувавши її.

#### Література часів СРСР

Мірзо Турсун-заде – поет

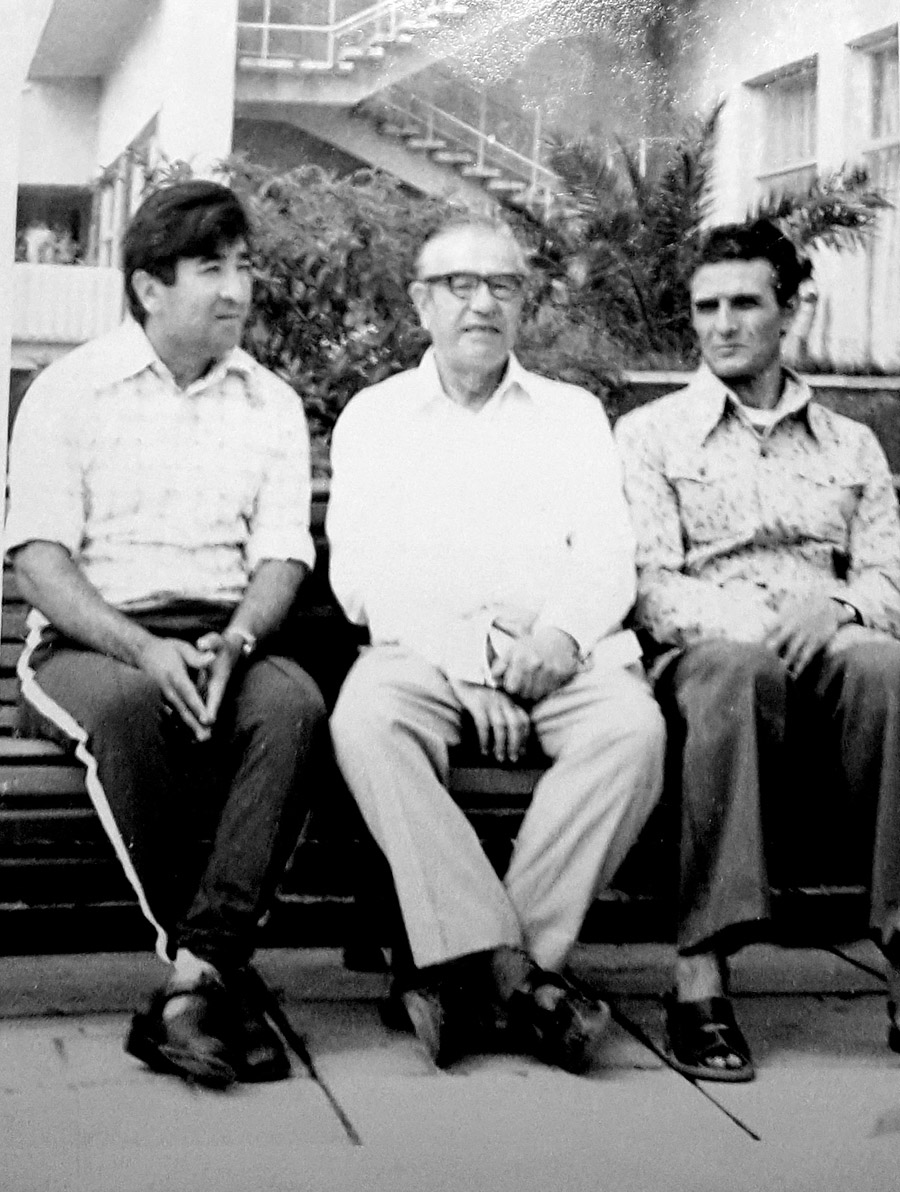
Зліва направо: Бахром Фіруз, Рахім Джаліл та Мумін Каноат

#### Театр

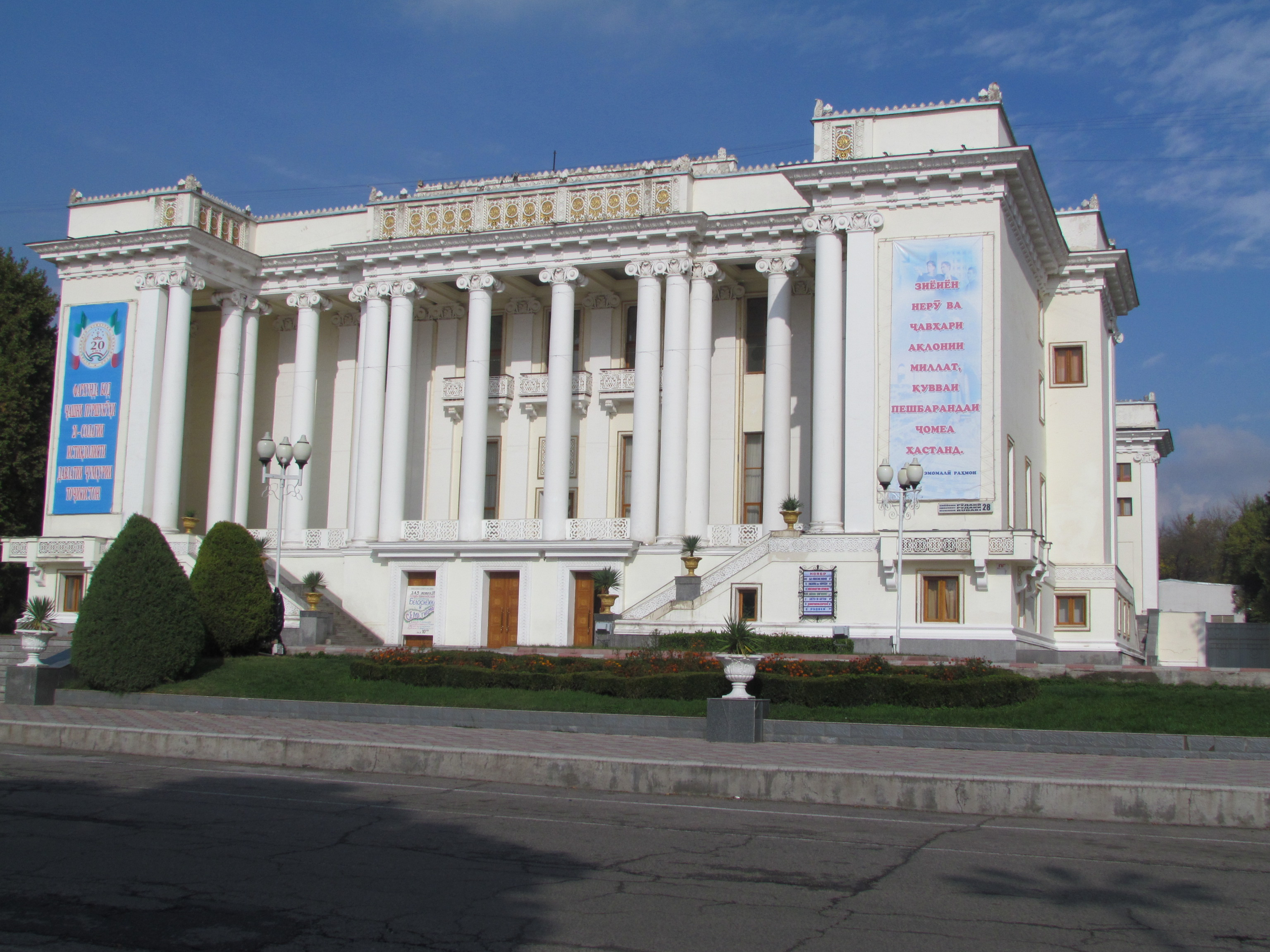
Театр опери та балету ім. С. Айні у Душанбе

### Архітектура

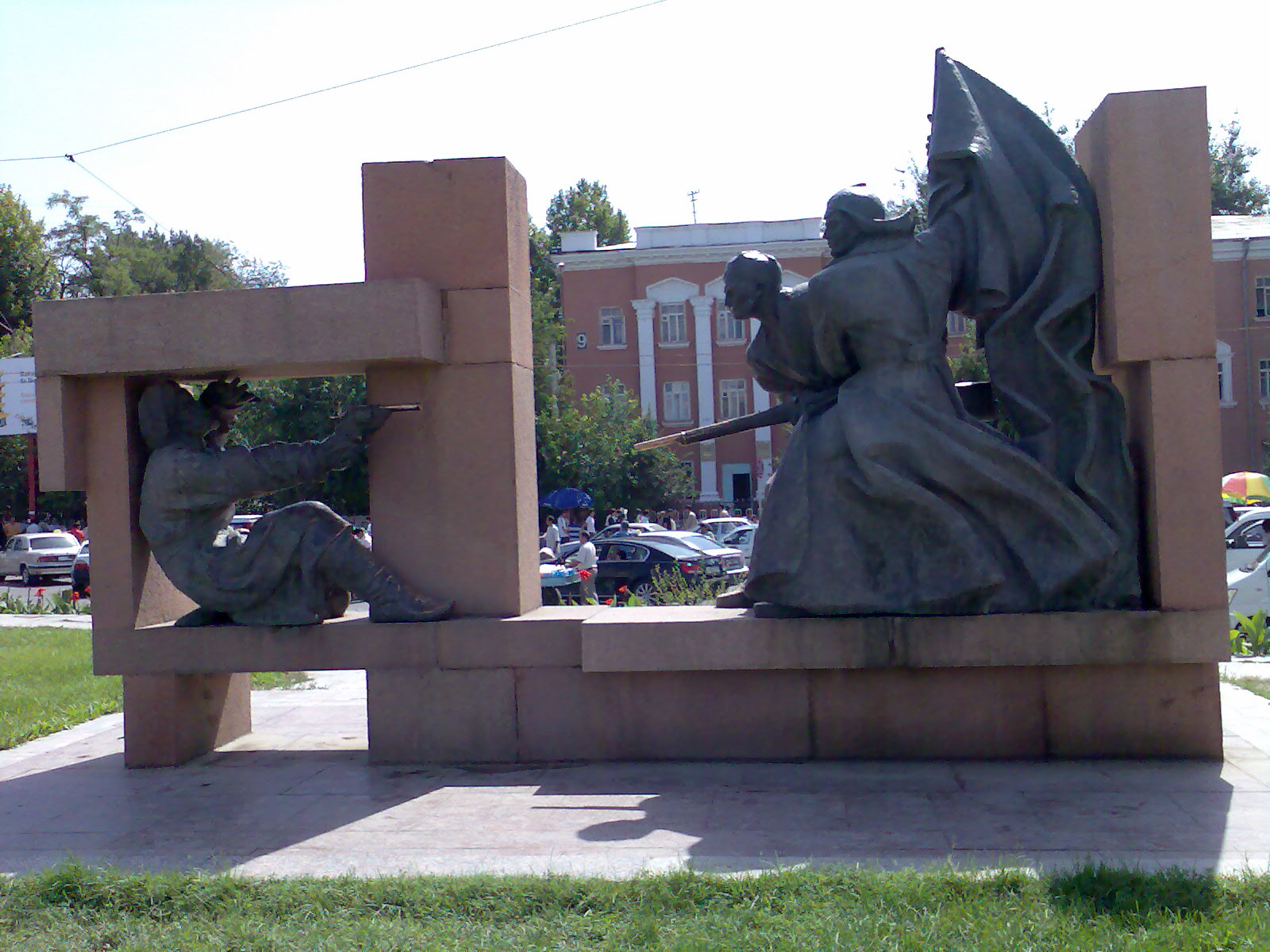
Пам’ятники радянського часу в Душанбе
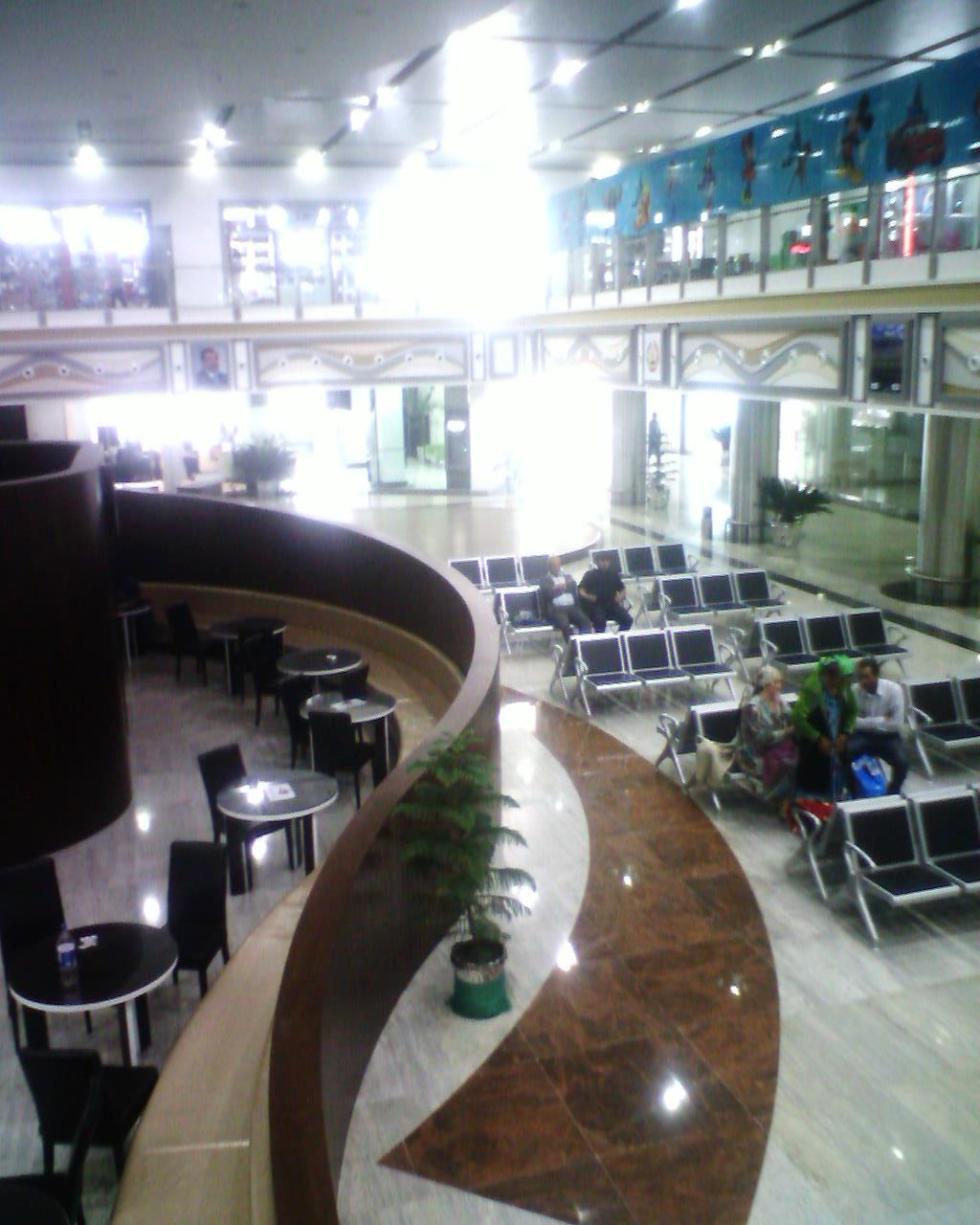
Зала для пасажирів автотерміналу в Душанбе
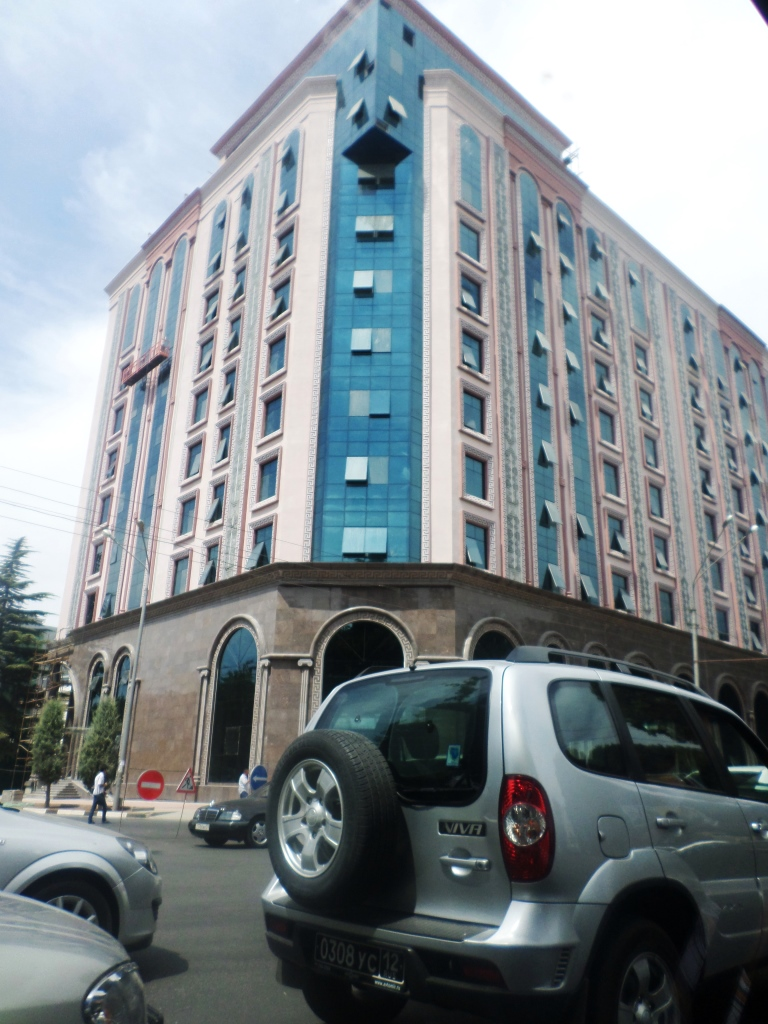
Будинок в Душанбе
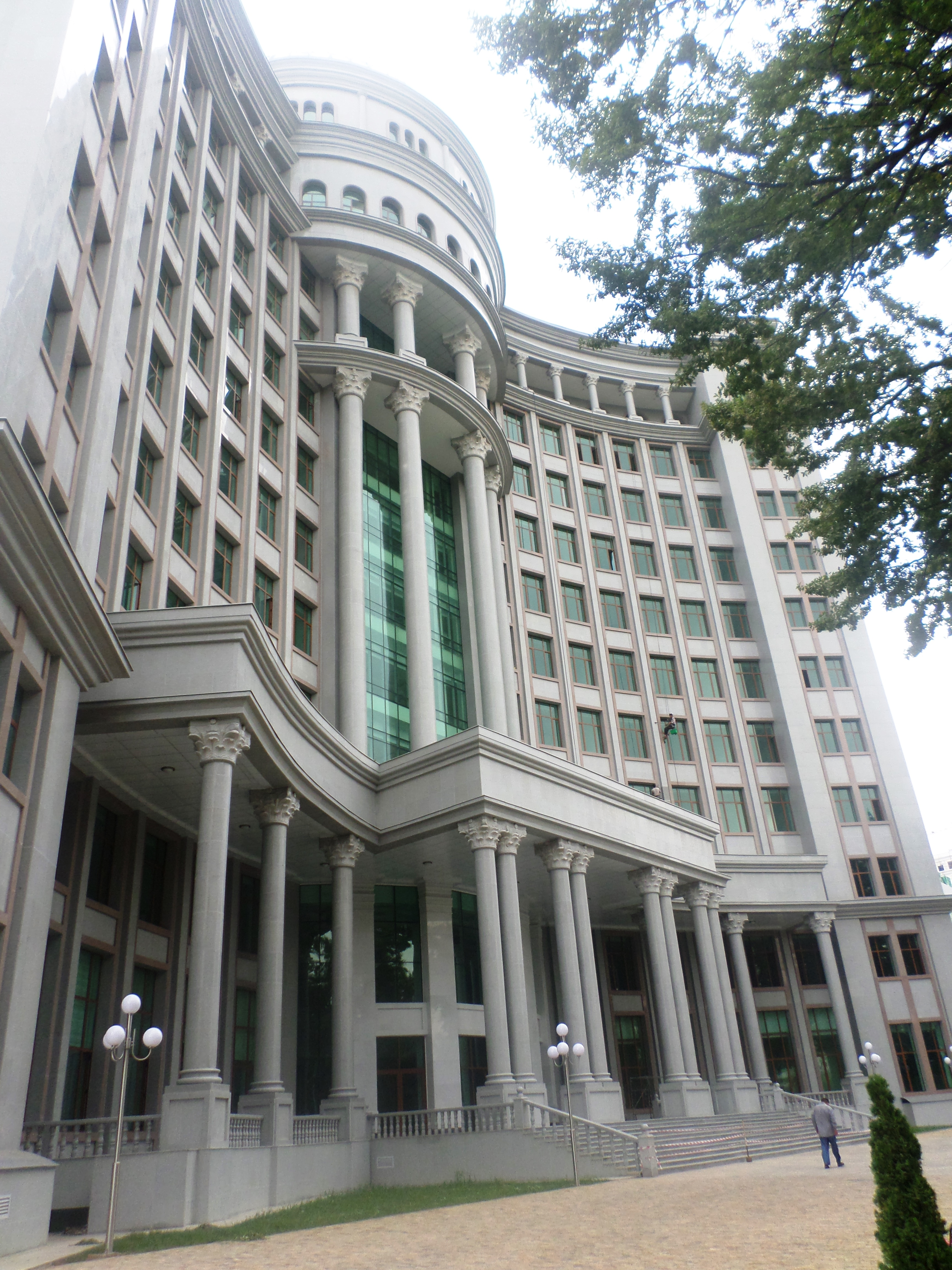
Будинок Податкового комітету в Душанбе
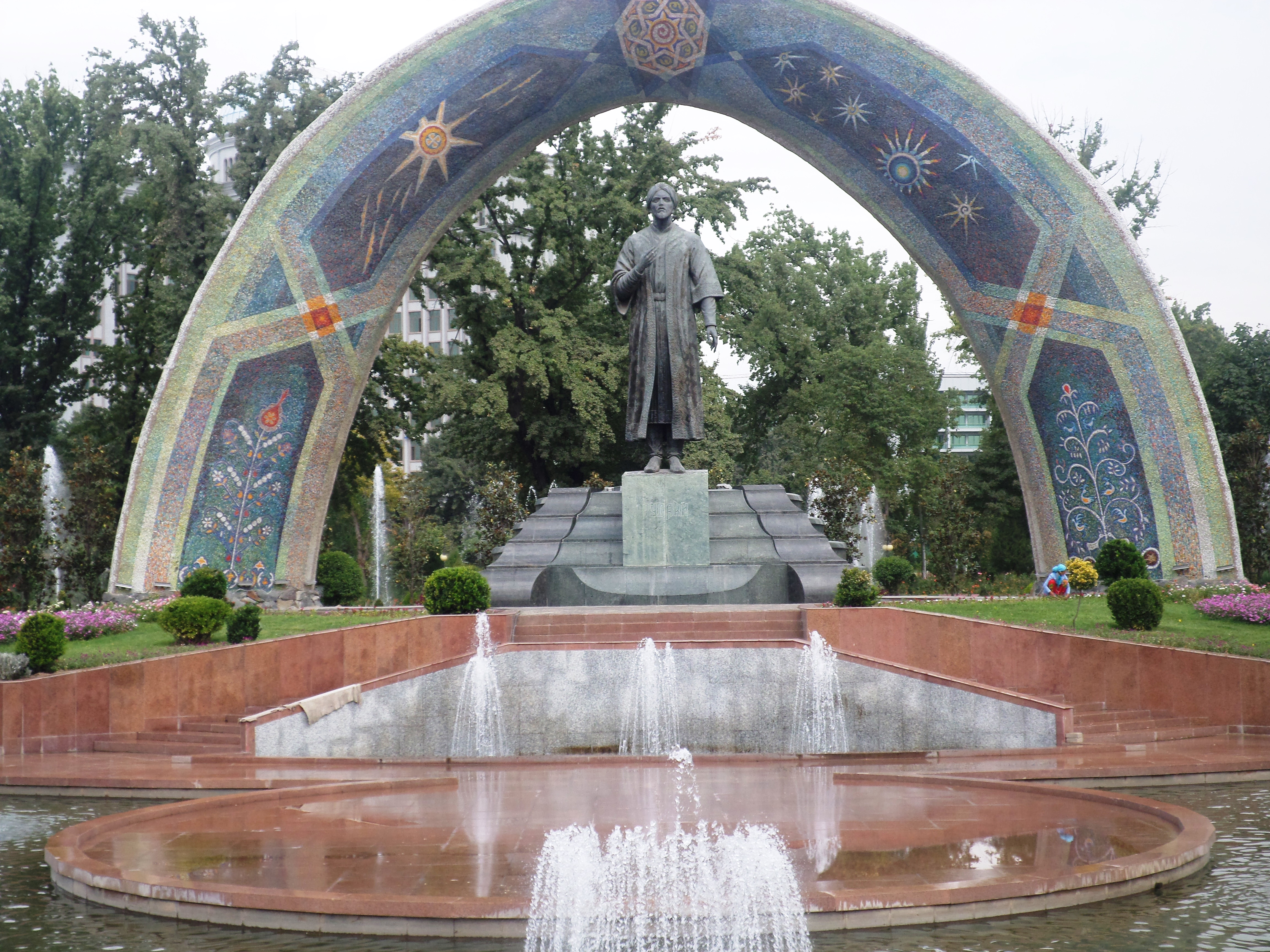
Пам’ятник А. Рудакі в Душанбе
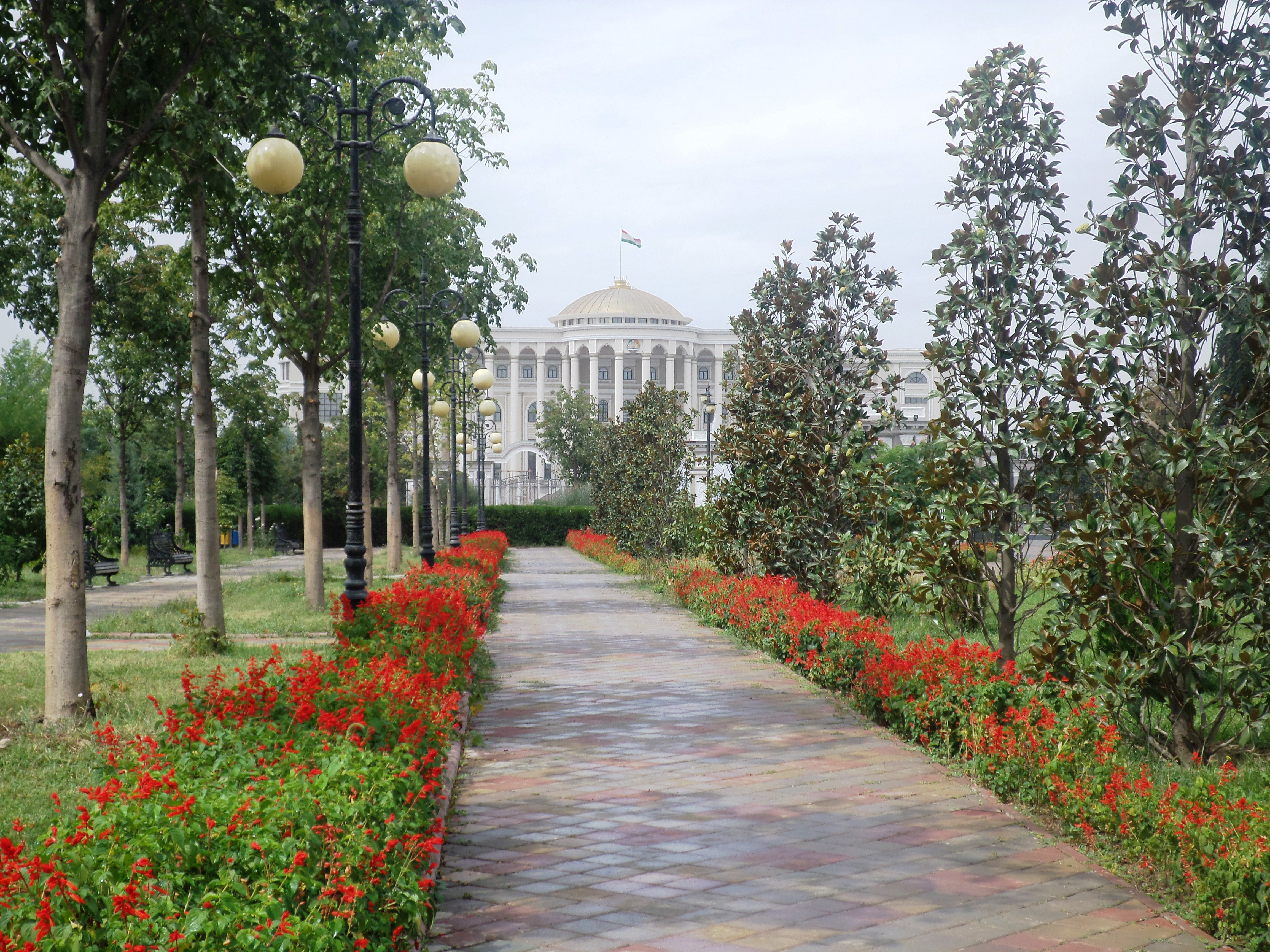
Парк ім. А. Рудакі в Душанбе
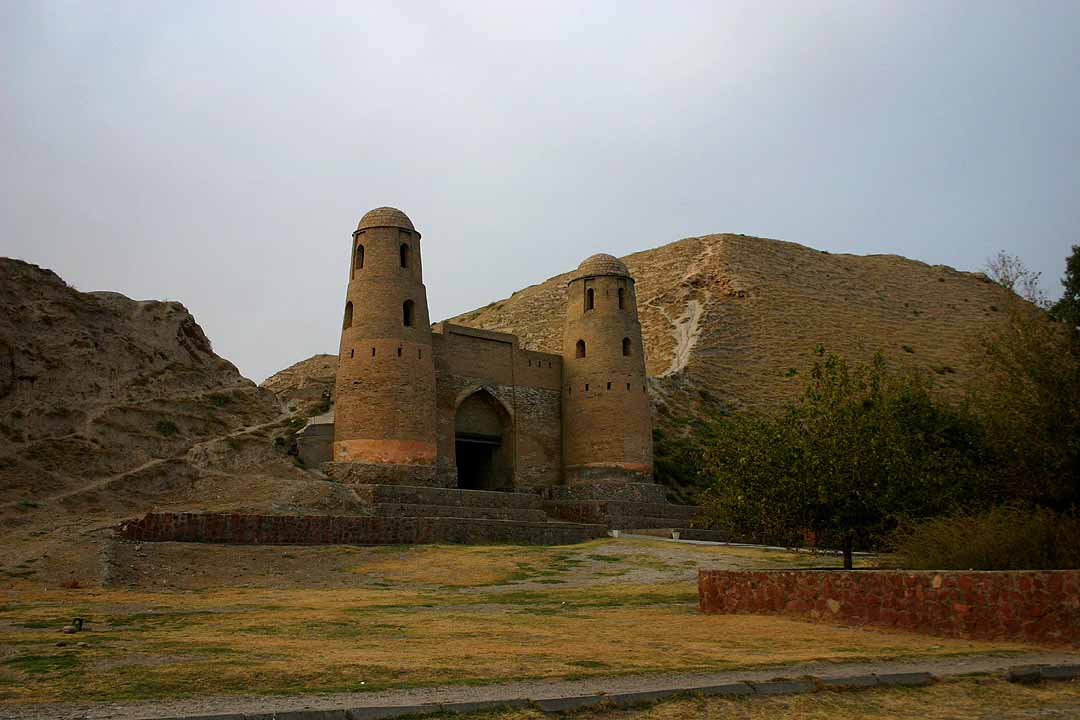
Гіссарська фортеця
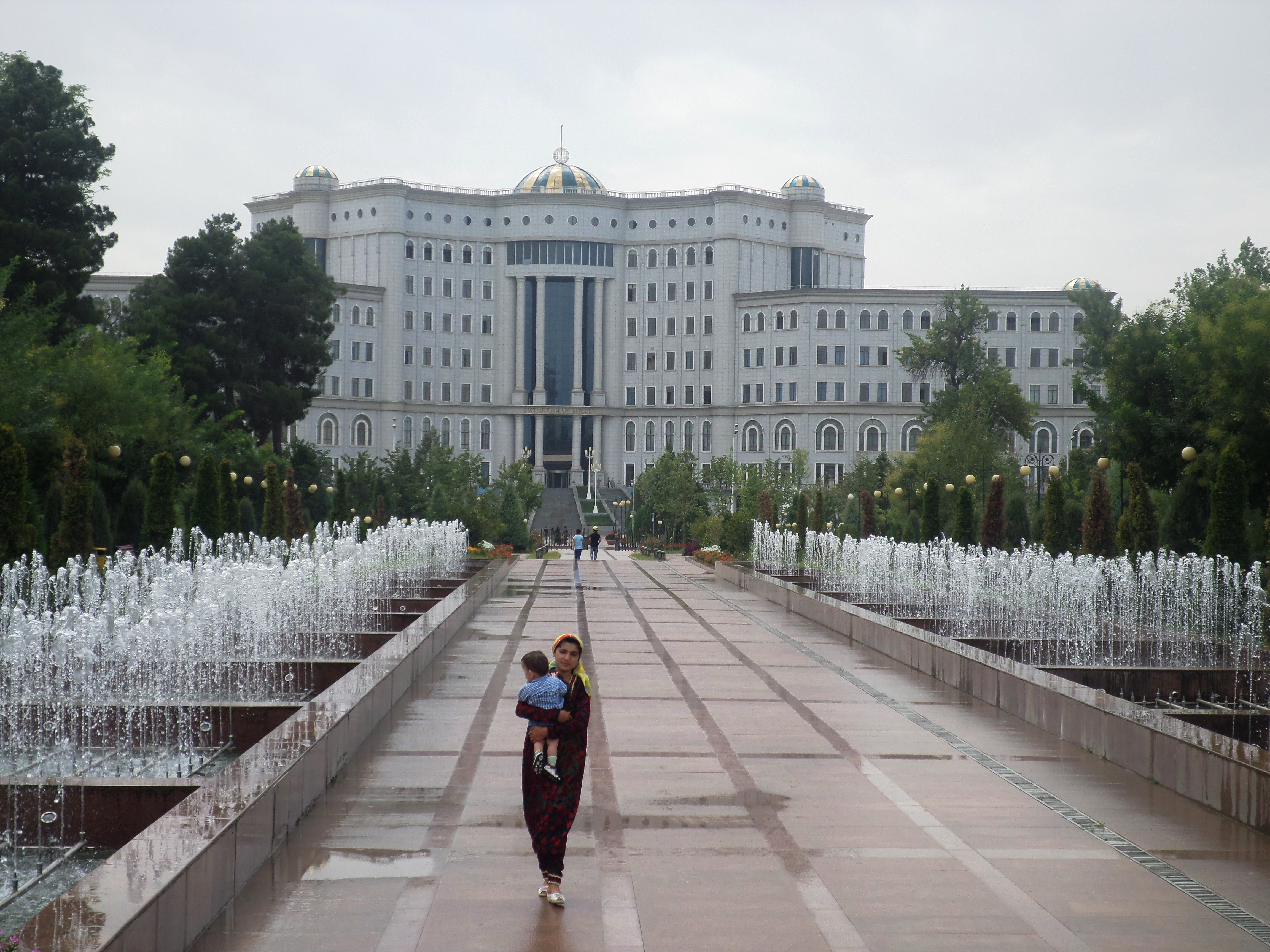
Національна бібліотека в Душанбе

## Музеї

Національний музей у центрі Душанбе
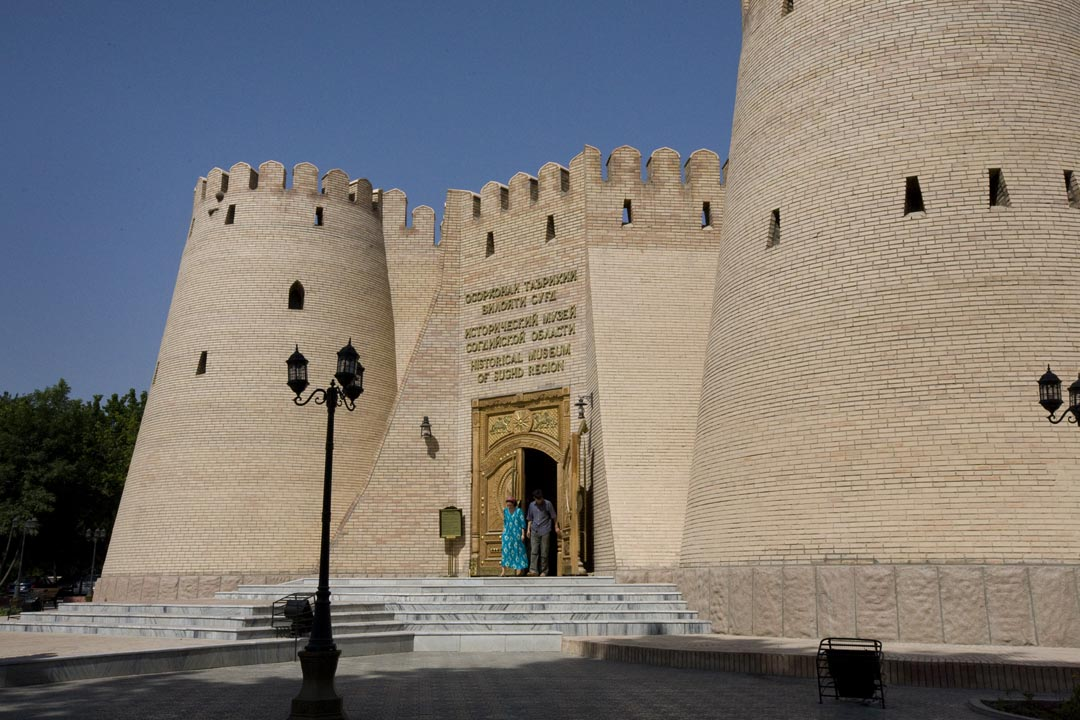
Історичний музей в м. Ходжент

## Спорт

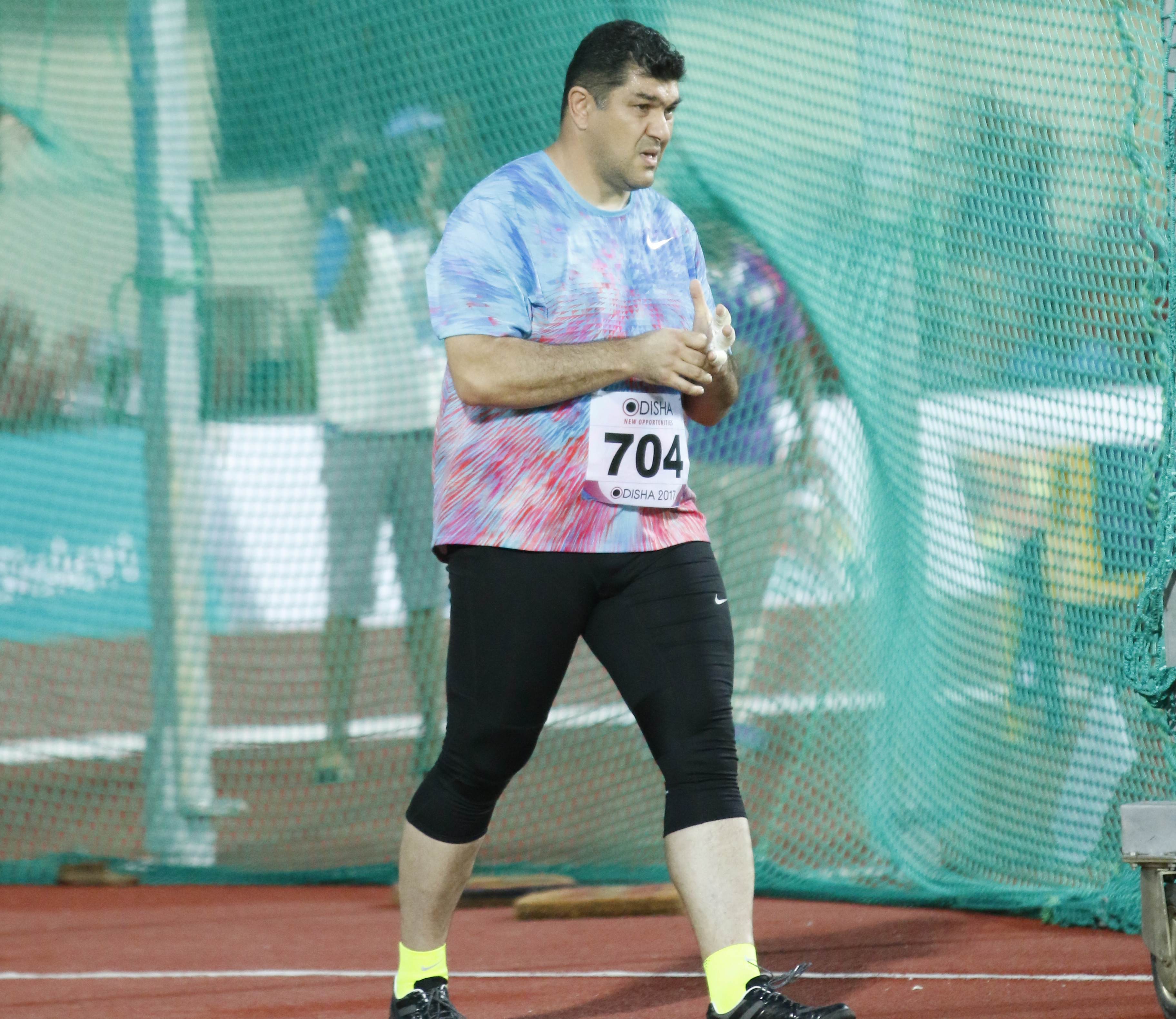
Ділшод Назаров – золотий медаліст

### Традиційний одяг

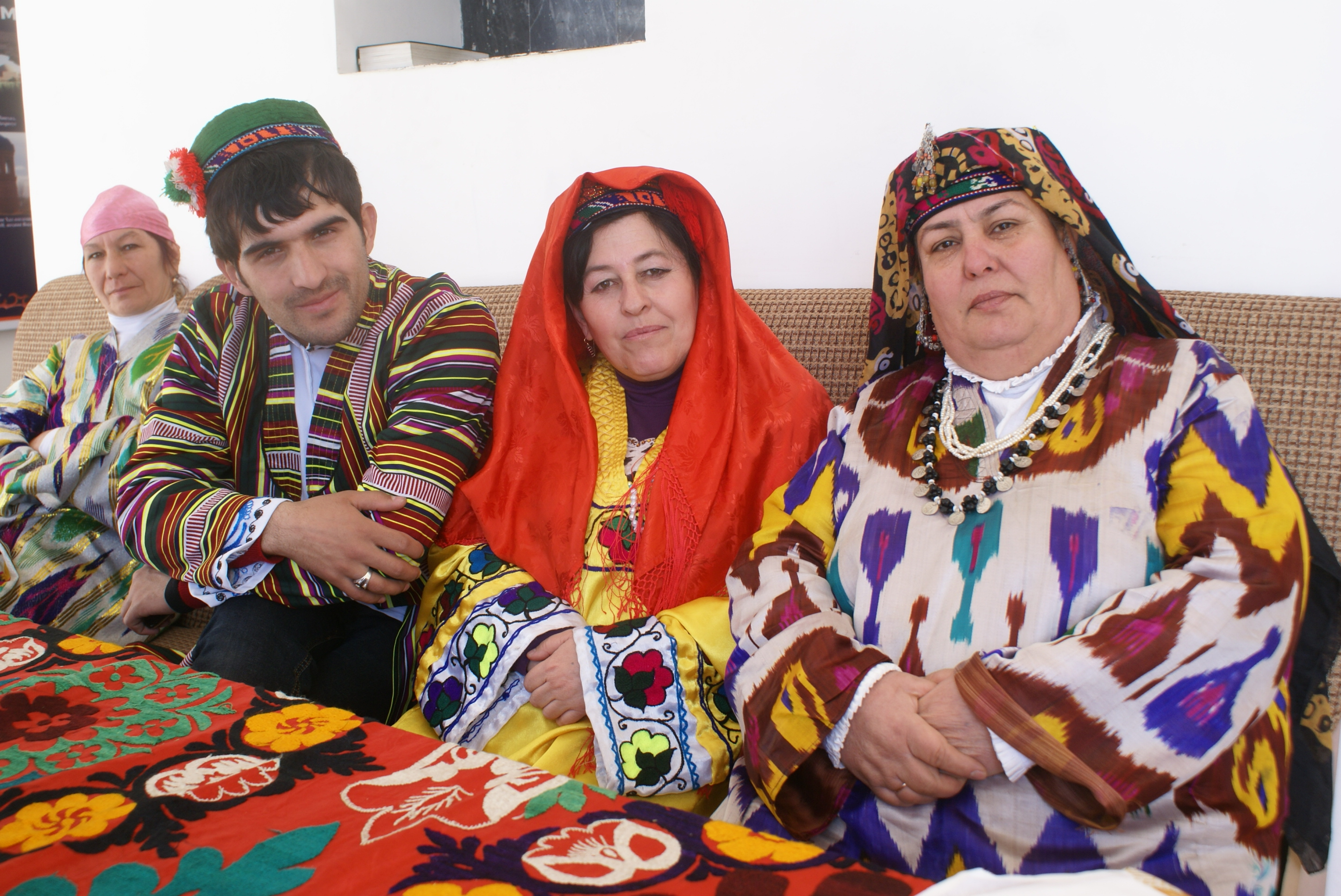
Національний одяг жителів Таджикистану
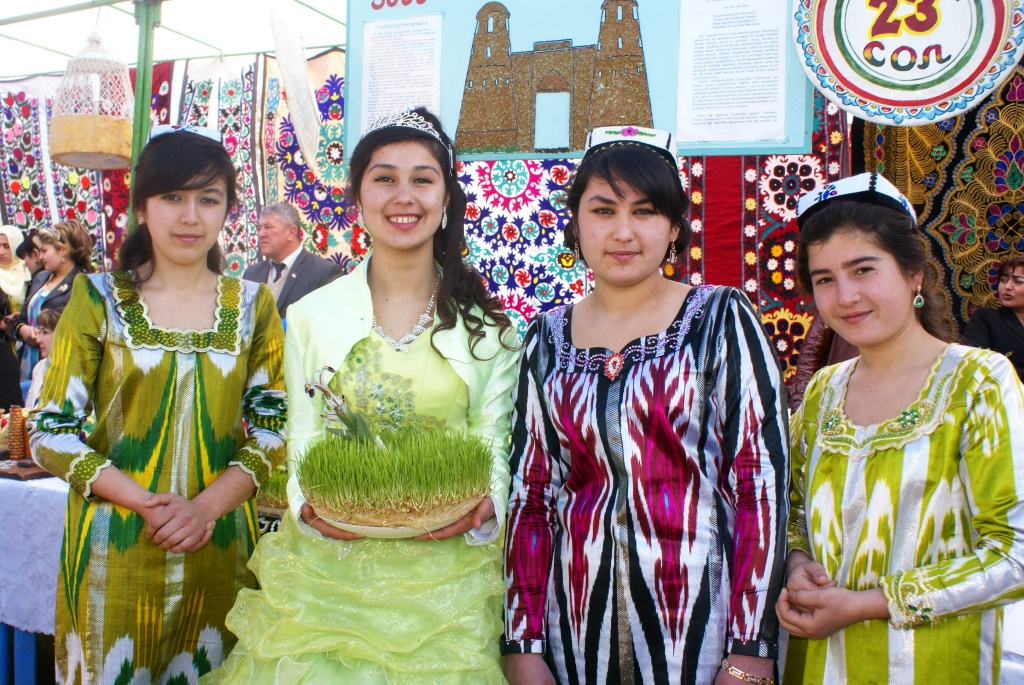
Дівчата з Гіссару
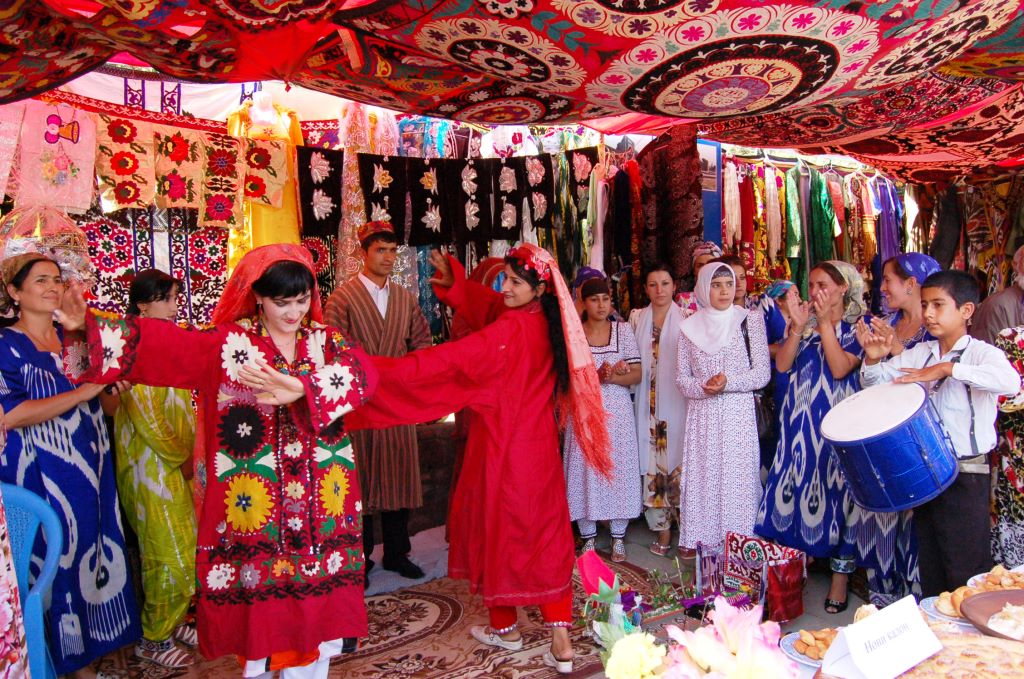
Весільна церемонія у Гіссарському районі, 2011 рік
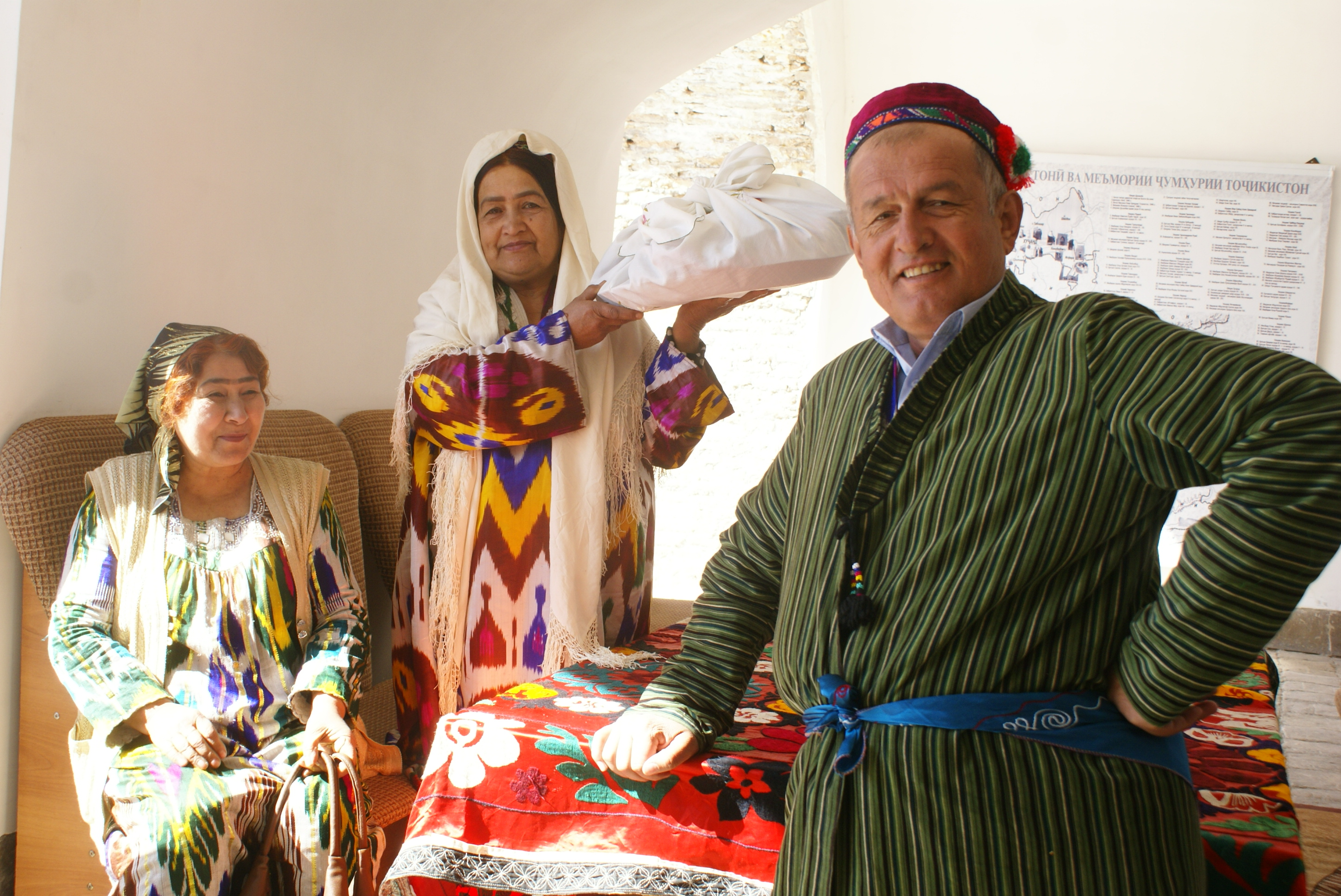
Національний одяг жителів Гіссару
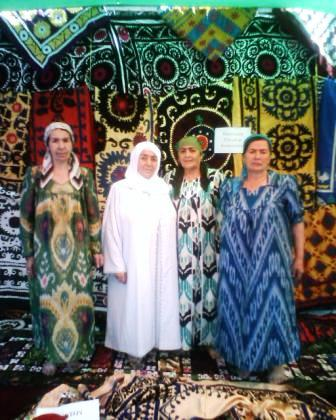
Жінки у національному одязі
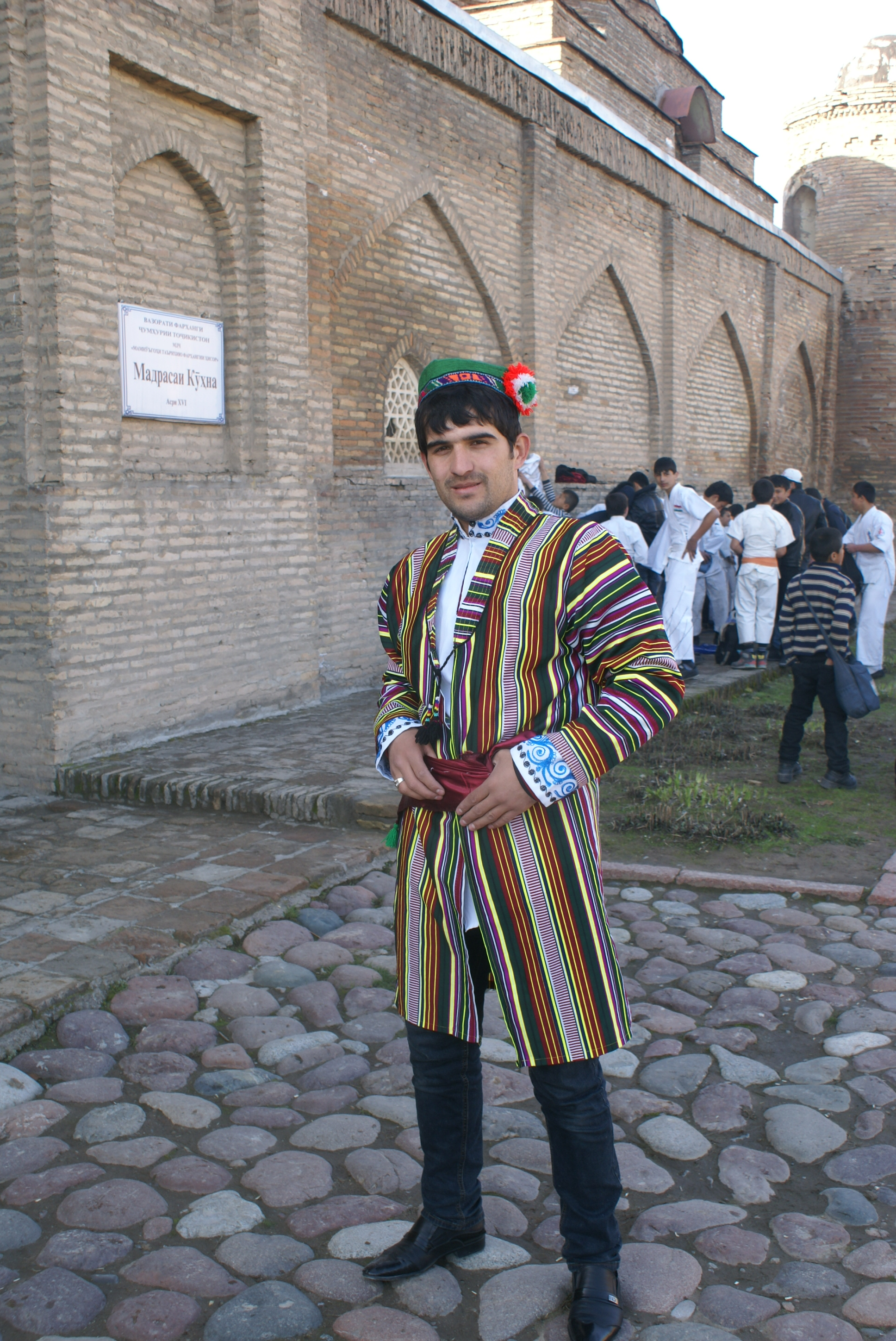
Національний одяг чоловіка-таджика — «Джомма». (Гіссар, Таджикистан, 2015 рік)

## Таджицька кухня

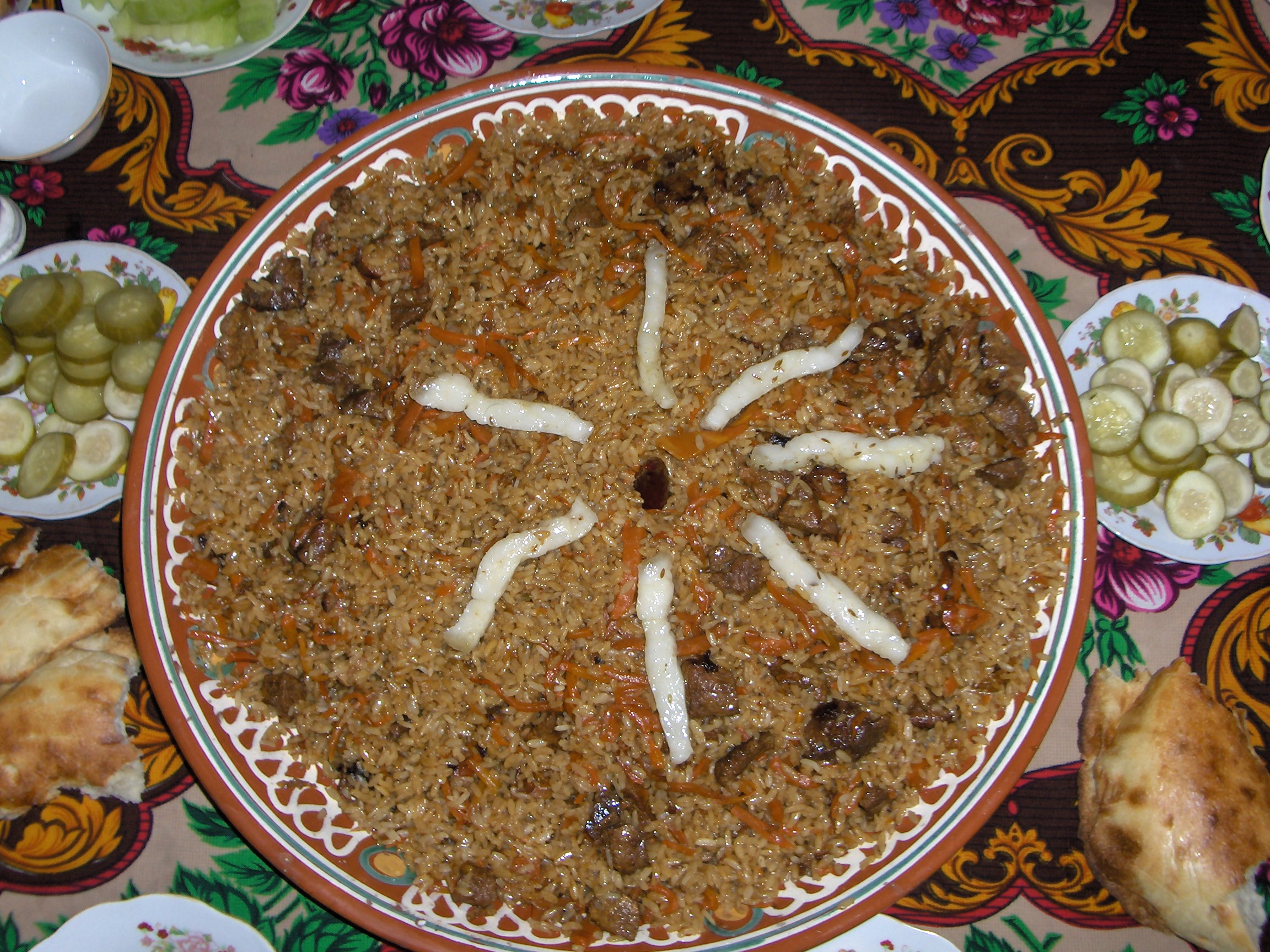
Таджицький плов

## Свята

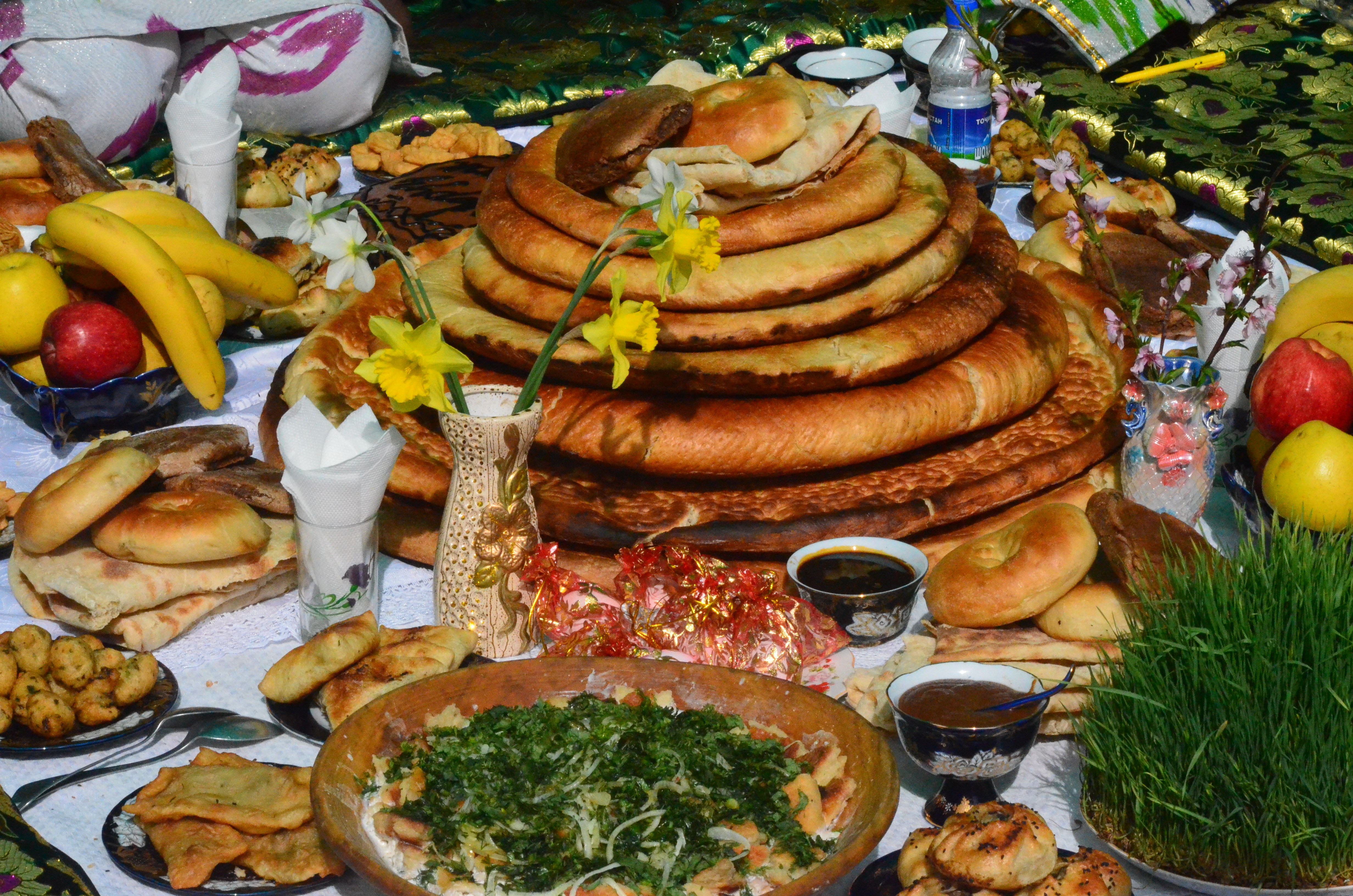
Святковий стіл до свята Навруз